# Annamária Nagy
Annamária Nagy (3 de septiembre de 1982) es una deportista húngara que compitió en esgrima, especialista en la modalidad de sable.
Ganó una medalla de plata en el Campeonato Mundial de Esgrima de 2002 y una medalla de plata en el Campeonato Europeo de Esgrima de 2002, ambas en la prueba por equipos.

## Palmarés internacional
| Campeonato Mundial | Campeonato Mundial | Campeonato Mundial | Campeonato Mundial |
| Año                | Lugar              | Medalla            | Prueba             |
| ------------------ | ------------------ | ------------------ | ------------------ |
| 2002               | Lisboa (Portugal)  | Medalla de plata   | Sable por equipos  |
| Campeonato Europeo |                    |                    |                    |
| Año                | Lugar              | Medalla            | Prueba             |
| 2002               | Moscú (Rusia)      | Medalla de plata   | Sable por equipos  |